# اردن اوییشن
اردن اوییشن (به انگلیسی: Jordan Aviation) یک شرکت هواپیمایی با کد یاتا R5 است که در تاریخ ۱۹۹۸ میلادی تأسیس شده است.
دفتر مرکزی اردن اوییشن در امان، اردن واقع شده‌است و قطب این شرکت هواپیمایی در فرودگاه بین‌المللی ملکه علیا قرار دارد و به ۶ مقصد، پرواز مستقیم انجام می‌دهد.

## مقصدهای پروازی

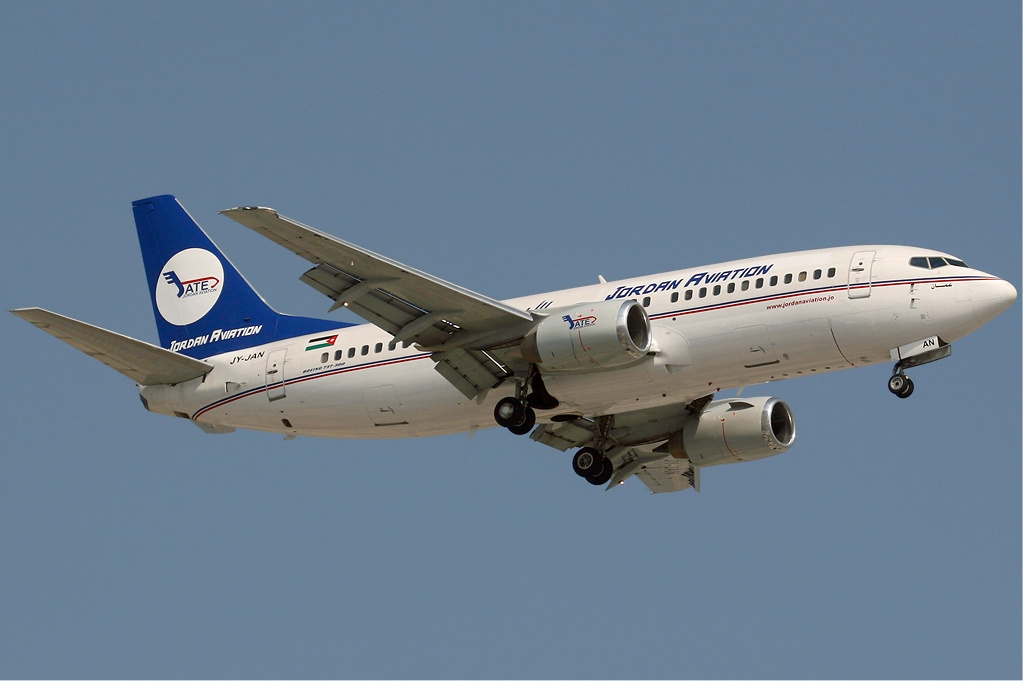
یک فروند بوئینگ ۷۳۷ اردن اوییشن.

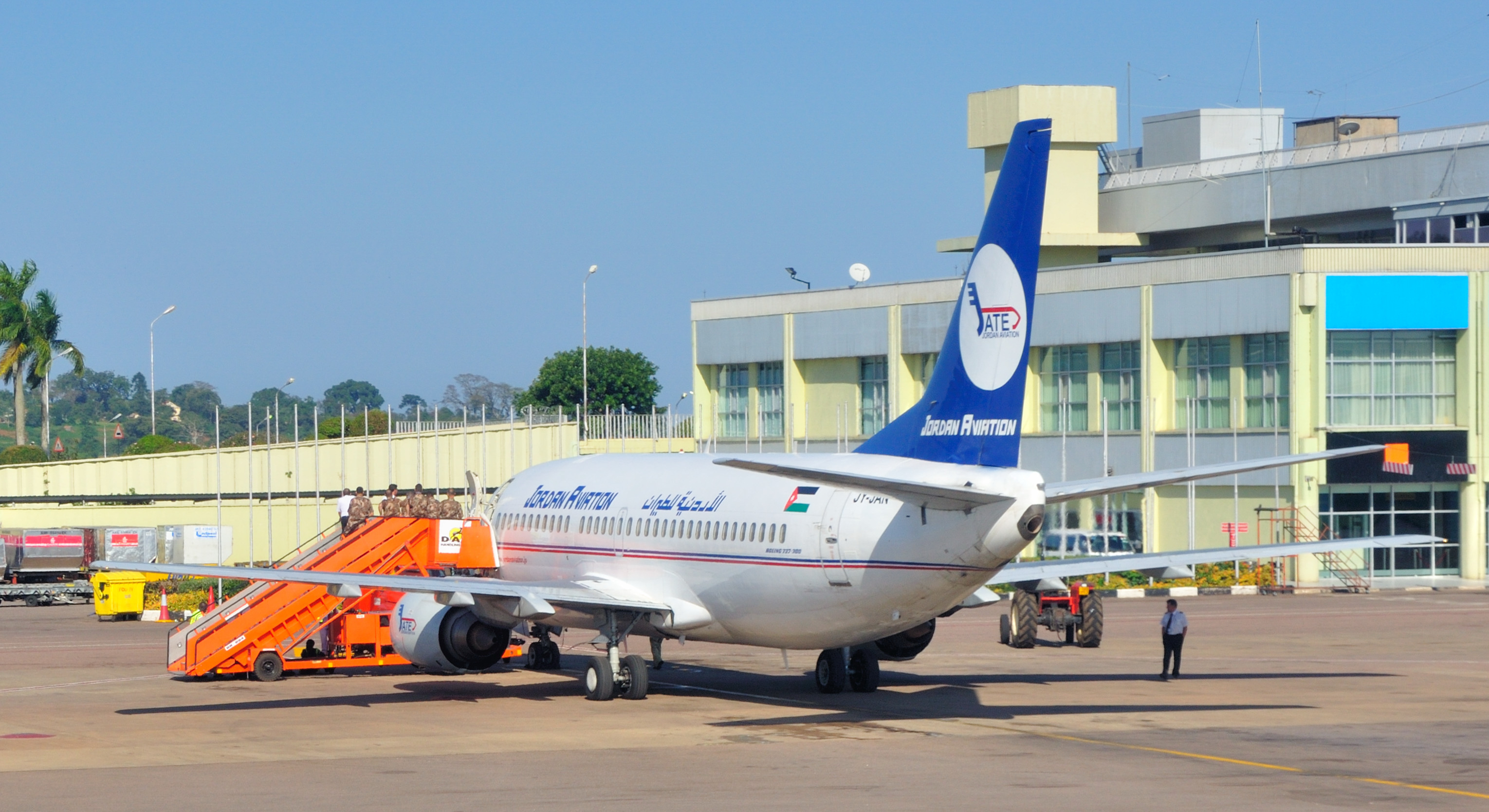
یک فروند بوئینگ ۷۳۷ اردن اوییشن در اوگاندا.

### آفریقا
مصر
- اسکندریه – فرودگاه بین‌المللی اسکندریه (مصر)
- قاهره - فرودگاه بین‌المللی قاهره

### آسیا
بحرین
- منامه - فرودگاه بین‌المللی بحرین

 هنگ کنگ
- هنگ کنگ – فرودگاه بین‌المللی هنگ کنگ

 عراق
- بغداد - فرودگاه بین‌المللی بغداد
- بصره - فرودگاه بین‌المللی بصره

 اندونزی
- جاکارتا - فرودگاه بین‌المللی سوئکارنو-هتا

 اردن
- امان - فرودگاه بین‌المللی ملکه علیا قطب
- عقبه – فرودگاه بین‌المللی ملک حسین

 قطر
- دوحه – فرودگاه بین‌المللی دوحه

 سوریه
- دمشق – فرودگاه بین‌المللی دمشق

 امارات متحده عربی
- شهر دبی – فرودگاه بین‌المللی دوبی

### اروپا
ترکیه
- استانبول – فرودگاه بین‌المللی صبیحه گوکچن
- دالامان - فرودگاه دالامان
- آنتالیا - فرودگاه آنتالیا